# از کار افتادن

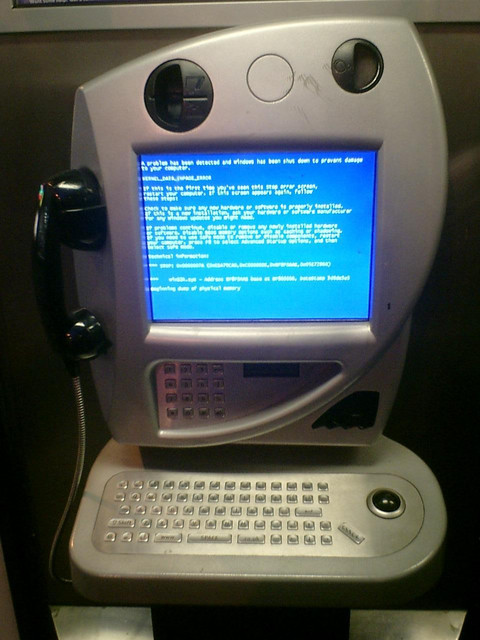
یک تلفن عمومی که بر اثر یک خطای مهلک ازکار افتاده و در حال نمایش صفحه آبی مرگ است.

ازکار افتادن یا کِرَش کردن (به انگلیسی: Crash) در علوم رایانه به حالتی گفته می‌شود که در آن با بروز مشکلی در تجهیزات سخت‌افزاری یا نرم‌افزاری (اعم‌از نرم‌افزار کاربردی یا سیستم‌عامل)، بخشی از سامانه به کلی از کار می‌افتد. در اغلب موارد برنامه‌ای که ازکار می‌افتد به نظر گیر کرده است و تا زمانی که یکی از سرویس‌های گزارش ازکارافتادگی موضوع را مستندسازی کند برنامه در این حالت باقی می‌ماند. اگر برنامهٔ ازکارافتاده بخش مهمی از هستهٔ سیستم‌عامل باشد، کل رایانه ممکن است ازکار بیفتند. تفاوت این حالت با گیرکردن در این است که در گیرکردن سیستم‌عامل بدون پاسخ مشخصی به ورودی‌ها به کار خود ادامه می‌دهد.